# Museum zur Schlacht bei Liegnitz

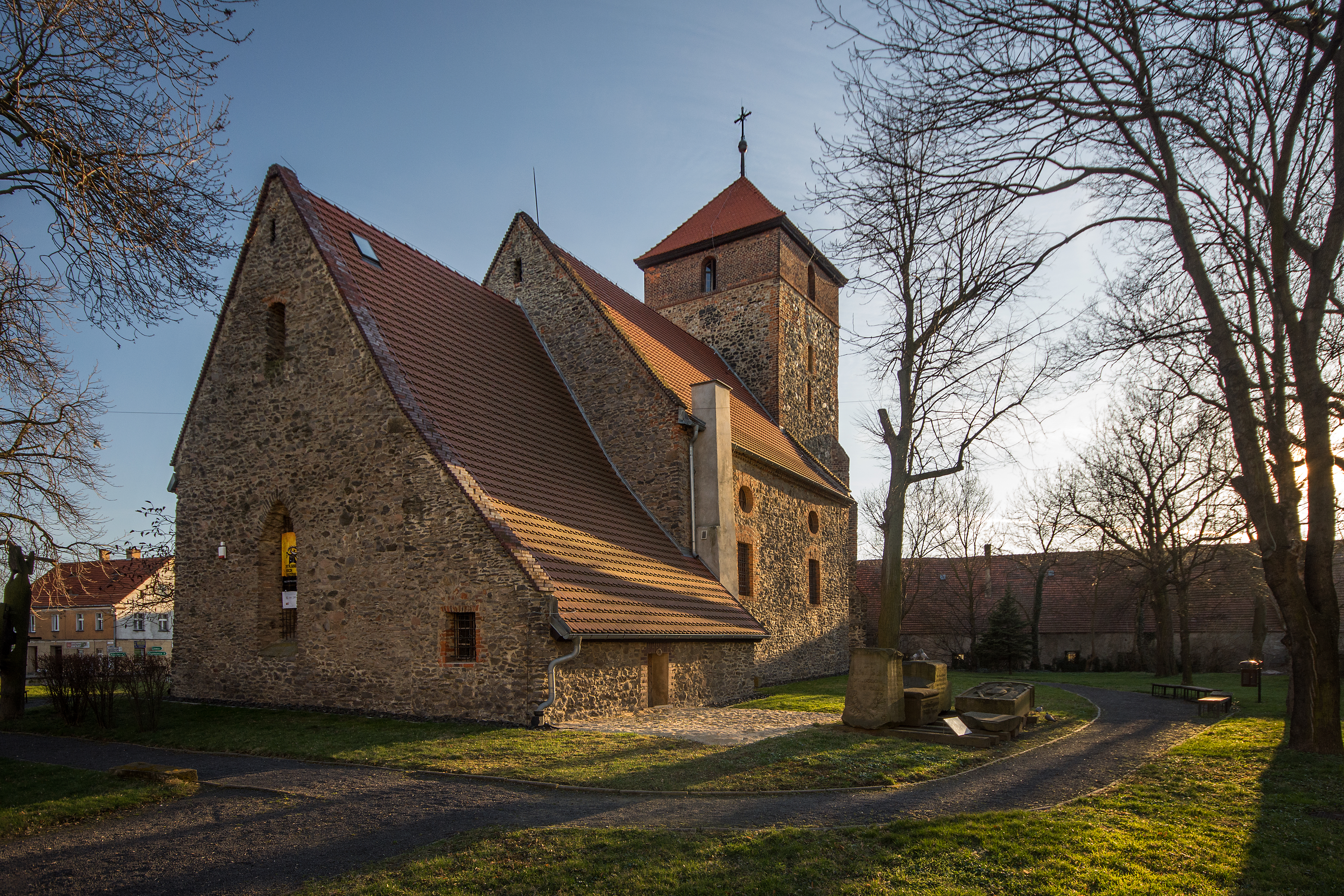
Museum zur Schlacht bei Liegnitz und die beim Museum liegenden deutschen Denkmäler von Legnickie Pole

Das Museum zur Schlacht bei Liegnitz ist eine Filiale des Kupfermuseums in Liegnitz. Das Museum wurde 1961 in der Kirche der Heiligen Dreifaltigkeit und Unserer Lieben Frau in Legnickie Pole geöffnet und zur Erinnerung an eine der wichtigsten Schlachten des mittelalterlichen Polens – die Schlacht bei Liegnitz im Jahre 1241 – gegründet. Neben dem Museumsgebäude befinden sich deutsche Denkmäler von Legnickie Pole.
Die gotische Kirche (aus der Wende vom 13. zum 14. Jahrhundert), in der sich die Hauptausstellung befindet, wurde an der Stelle des Leichenfunds Heinrichs des Frommen errichtet. Viele Kämpfer wurden in der Kirche beigesetzt und aus diesem Grund wurde sie bis zur Reformation ein Pilgerzentrum. Die Dauerausstellung basiert auf der modernen wissenschaftlichen Forschung und wurde 1991 zum 750. Jahrestag der Schlacht eröffnet. Unter den Exponaten sind Beispiele von Waffen, die zu dieser Zeit von Polen, Deutschen und Mongolen verwendet wurden (Bögen, Armbruste, Schwerter, Schilde, Helme, Äxte, Ringpanzerhemden), alte die Schlacht veranschaulichende Gravuren  und eine Kopie des Grabsteins von Heinrich dem Frommen zu sehen. Die Galerie zeitgenössischer, sich rund um das Museum befindender, Skulpturen aus Lindenholz bezieht sich auf die Schlacht bei Liegnitz.

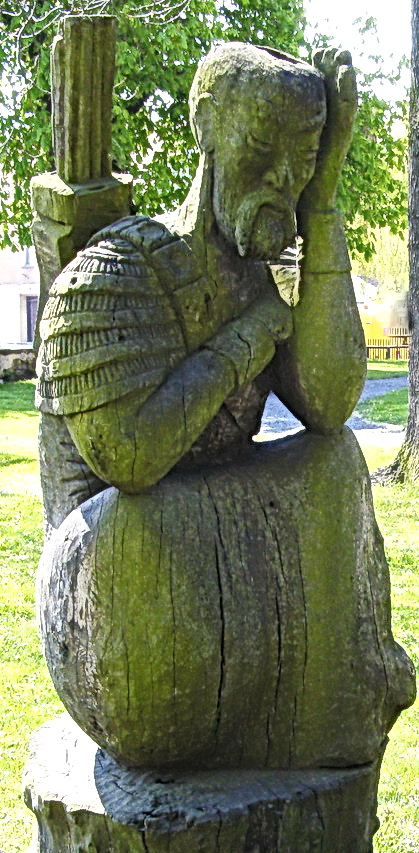
Holzskulptur eines mongolischen Bogenschützen im Hof der alten Dorfkirche

Nach einer mehrjährigen Renovierung wurde im Oktober 2016 eine neue Dauerausstellung im Museum eröffnet.